# Sony Xperia XZ3
Xperia XZ3是索尼行動通訊於2018年8月30日公開發表的高階智慧型手機。

## 颜色
顏色包括：
| 顏色 | 名稱 | 備註 |
| ---- | ---- | ---- |
|      |      |      |
|      |      |      |
|      |      |      |
|      |      |      |

## 设计
Xperia XZ3搭载了自家的Bravia OLED電視螢幕技術，有更寬廣的色域，从而带来丰富的色彩层次。支持背部指纹识别，整体设计与上一代Xperia XZ2区别不大。支持最高512GB存储卡扩展，电池容量为3300mAh，支持无线充电，运行全新的Android 9 Pie系统，支持IP68级防尘防水。
支持4K HDR视频录制、960帧超慢动作视频拍摄，前置镜头为1300万像素，支持美颜。

## 系统
Xperia XZ3采用Android 9操作系统

## 外部連結
- Xperia XZ3 – Official Website - Sony Mobile (United States)（页面存档备份，存于）
- Xperia XZ3 - 官方網站 - Sony Mobile (台灣)（页面存档备份，存于）
- Xperia XZ3 - 官方網站 - Sony Mobile (香港)（页面存档备份，存于）

| 前任： Xperia XZ2 | Xperia XZ3 2018 | 繼任： Xperia 1 |